# Franciszek Prokop
Franciszek Prokop (ur. 30 marca 1887 w Szynwałdzie, zm. 1940 w Kalininie) – nadkomisarz Policji Państwowej, jedna z ofiar zbrodni katyńskiej.

## Życiorys
Syn Macieja i Katarzyny z Robaków. W maju 1909 złożył maturę w c. k. II Gimnazjum w Tarnowie. Następnie studiował prawo na Uniwersytecie Jagiellońskim. W okresie I wojny światowej w Armii Austro-Węgier i V Dywizji Syberyjskiej. Po powrocie do kraju, do 30 czerwca 1923, służył w Wojsku Polskim, uczestnik wojny polsko-bolszewickiej, kapitan piechoty rezerwy. 
Od 1 lipca 1923 roku w Policji Państwowej, pełnił służbę w m.in. województwie krakowskim i województwie lubelskim. Od 1936 roku do września 1939 roku kierownik referatu wojskowego Komendy Wojewódzkiej Policji we Lwowie.
Po agresji ZSRR na Polskę w 1939 roku znalazł się w niewoli radzieckiej w specjalnym obozie NKWD w Ostaszkowie. Zamordowany przez NKWD w Kalininie (obecnie Twer) wiosną 1940 roku jako jedna z ofiar zbrodni katyńskiej. Pochowany w Miednoje.

## Awans pośmiertny
4 października 2007 roku Franciszek Prokop został pośmiertnie awansowany na stopień podinspektora Policji Państwowej.

## Ordery i odznaczenia
- Krzyż Niepodległości – 20 grudnia 1932 „za pracę w dziele odzyskania niepodległości”[4]
- Krzyż Walecznych
- Srebrny Krzyż Zasługi (dwukrotnie)
- Medal Pamiątkowy za Wojnę 1918–1921
- Medal Dziesięciolecia Odzyskanej Niepodległości
- Krzyż Kampanii Wrześniowej 1939 r. - 1 stycznia 1986 (pośmiertnie)[5]